# Ullavi klint
Ullavi Klint är en av flera fornborgar på Kilsbergens förkastningsbrant i Närke. Den ligger nära Närkes Kil i Kils socken, numera Örebro kommun.
Fornborgen ligger längst ut på kanten av bergen med utsikt över slätten. Den avgränsas av branta stup (i norr-sydöst) och en kallmurad stenmur (i sydväst). Muren är ca 100 meter lång och ca 4 meter hög. Borgen har en total yta på cirka 130x120 meter. I närheten finns ytterligare fyra fornborgar.

## Ortnamnet
Ullavi betyder 'guden Ulls helgedom'. 

## Fotnoter
1. ↑  Karin Calissendorff/Anna Larsson "Ortnamn i Närke" 1998, s. 128